# Jacques de Saint-Blanquat
Jacques Marie Sébastien de Saint-Blanquat (* 21. November 1925 in Toulouse) ist emeritierter Bischof von Montauban. 

## Leben
Jacques de Saint-Blanquat empfing am 29. März 1952 die Priesterweihe.
Papst Paul VI. ernannte ihn am 5. August 1975 zum Bischof von Montauban. Die Bischofsweihe spendete ihm der Erzbischof von Toulouse, Louis-Jean Kardinal Guyot am 5. Oktober desselben Jahres; Mitkonsekratoren waren Louis de Courrèges d’Ustou, emeritierter Bischof von Montauban, und Jean Cadilhac, Weihbischof in Avignon. 
Am 18. November 1995 trat er von seinem Amt zurück.